# マヌエル・ガルドゥフ
マヌエル・ガルドゥフ・ベルダゲー（Manuel Galduf Verdaguer, 1940年4月26日 - ）は、スペイン・リリア出身の指揮者。

## 人物・来歴
バレンシア県リリアの生まれ。バレンシア音楽院を経てフォルカー・ヴァンゲンハイムとイーゴリ・マルケヴィチに指揮法を学ぶ。1970年にモンテカルロ国立歌劇場管弦楽団に客演してデビューを飾る。1971年から1981年までサンフェルナンドの海軍の第三歩兵軍楽隊の指揮者を務める。1983年から1997年までバレンシア管弦楽団の首席指揮者を務め、1999年からバレンシア自治州青少年管弦楽団の音楽監督の任に当たる。